# Signal Hill (California)
Signal Hill è un comune degli Stati Uniti d'America situato in California, nella contea di Los Angeles.